# Филип Шайдеман
Филип Шайдеман (на немски: Philipp Scheidemann, 26 юли 1865 - 29 ноември 1939) е германски социалдемократ, който обявява Ваймарската република на 9 ноември 1918 г. и става втори неин канцлер.
Започвайки своята кариера като журналист, Шайдеман става делегат на Райхстага за социалдемократите през 1903 г. и скоро се издига до един от основните водачи на партията. По време на Първата световна война Шайдеман, заедно с Фридрих Еберт, е водач на мнозинството от партията, което продължава да гласува доверие на войната, докато в същото време подтиква уговарянето на компромисен мир. Когато социалдемократите за пръв път влизат в кабинет по време на управлението на принц Максимилиан от управлението на Баден през 1918 г., Шайдеман влиза в правителството като министър без пост.
След абдикацията на кайзер Вилхелм II на 9 ноември, принц Максимилиан се отказва от своя пост и на негово място застава Шайдеман. Въпреки че новото правителство си поставя за цел да поддържа конституционна монархия, Шайдеман, застанал лице в лице с възможна работническа революция, обявява Републиката от балкон в Райхстага, без да се консултира със своите колеги. Това решение се оказва окончателно и необратимо.
Шайдеман продължава да служи като лидер на временното правителство, което управлява следващите няколко месеца. След срещата на Народното събрание във Ваймар през февруари 1919 г., Еберт е избран за райхпрезидент, а Шайдеман става канцлер в коалиция с Германската демократическа партия и Католическата централна партия. Филип Шайдеман се отказва от поста си през юли заедно с ГДП, поради несъгласие с Версайския договор и след това никога не служи в правителството, но остава в политиката като кмет на Касел (1920-1925) и след това като делегат на Райхстага. Шайдеман отива в изгнание след превземането на властта от нацистите през 1933 г. и умира в Дания скоро след началото на Втората световна война.